# Camisia nova
Camisia nova är en kvalsterart som först beskrevs av Hammer 1966.  Camisia nova ingår i släktet Camisia och familjen Camisiidae. Inga underarter finns listade.